# 博伊西国家森林
博伊西国家森林（英語：Boise National Forest）是美国的一处国家森林，1908年7月1日建立，位处爱达荷州，占地面积约2,203,703英畝（8,918.07平方），最近的城市为博伊西。